# Felix Ruschke
Felix Ruschke (* 8. März 2003 in Güstrow) ist ein deutscher Fußballspieler, der als Verteidiger eingesetzt wird. Er steht bei Hansa Rostock unter Vertrag.

## Karriere

### Jugend
Ruschke begann mit dem Fußballspielen bei Hansa Rostock und durchlief dort sämtliche Jugendmannschaften. In der Saison 2021/22 spielte er mit der A-Jugend von Hansa in der Bundesliga und  konnte die Klasse halten. 2019 kam er außerdem viermal für die U16-Auswahlmannschaft von Mecklenburg-Vorpommern zum Einsatz.

### Herren-Fußball
Seinen ersten Einsatz im Herren-Bereich hatte er in der Saison 2021/22 am 5. Februar 2022, als er beim 1:0-Auswärtssieg der zweiten Mannschaft gegen den Ludwigsfelder FC in der Oberliga Nordost die vollen 90 Minuten durchspielte. Zur Saison 2022/23 rückte er nominell in den Zweitliga-Kader der Hanseaten auf, kam allerdings noch nicht zum Einsatz. Stattdessen lief er in weiteren 26 Spielen für die zweite Mannschaft auf, mit der er 2022/23 Meister der Nord-Staffel wurde und in die Regionalliga Nordost aufstieg.
Auch unter Trainer Alois Schwartz gehörte Ruschke in der Saison 2023/24 zum Profi-Kader von Hansa. Zu seinem Debüt in der 2. Bundesliga kam er am 26. August 2023, als er beim 2:1-Heimsieg über den VfL Osnabrück in der vierten Minute der Nachspielzeit für Kevin Schumacher eingewechselt wurde. Die Saison endete mit Abstiegen sowohl der Hansa-Profis aus der 2. Bundesliga als auch der U23-Mannschaft aus der Regionalliga. Er bestritt hierbei 6 Zweitliga- und 11 Regionalliga-Spiele.
Nach dem Abstieg in die 3. Liga kam er ab Anfang September 2024 unter Hansa-Trainer Bernd Hollerbach zunächst im Mecklenburg-Vorpommern-Pokal und schließlich ab dem 6. Spieltag der Saison 2024/25 auch im Ligabetrieb zum Einsatz. Am 24. September 2024 erzielte Ruschke beim 4:1-Heimsieg über die SpVgg Unterhaching sein erstes Tor für Hansa im Profifußball, womit er sich seinen Kindheitstraum erfüllte. Am Saisonende erreichte er mit Hansa den 5. Platz und gewann den Landespokal von Mecklenburg-Vorpommern.

### Erfolge
- Meister Oberliga Nordost: 2023 mit Hansa Rostock II
- Aufstieg in die Regionalliga Nordost: 2023 mit Hansa Rostock II
- Landespokalsieger Mecklenburg-Vorpommern: 2025 mit Hansa Rostock

## Privates
Ruschke besuchte die RecknitzCampus-Gesamtschule in Laage.